# Łukasz Bentkowski
Łukasz Bentkowski herbu Topór – starosta stężycki w 1786 roku, chorąży stężycki w latach 1782-1786, stolnik stężycki w latach 1777-1782, podczaszy stężycki w latach 1765-1777.
Poseł na Sejm Czaplica 1766 roku z województwa sandomierskiego. Poseł na sejm 1780 roku z województwa sandomierskiego.